# Isabel Fernández (directora)
Isabel Fernández (Barcelona, 1970) es una directora, guionista y productora independiente de documentales española, especializada en la producción de largometrajes documentales de temática social y cultural, y producciones interactivas. En 2013 fundó su productora Al Pati Produccions con sede en Barcelona.

## Trayectoria
Se licenció en Periodismo por la Universidad de Barcelona en 1993. En 2013, Fernández fundó la productora Al Pati, desde donde impulsa el desarrollo de largometrajes documentales, y ptoyectos interactivos con temáticas orientados al cambio social.
En 2014, dirigió Corredors de Fons, en el que cuenta la historia de tres menores emigrantes que llegan ilegalmente y solos a Barcelona, la ciudad de sus sueños, y cómo cambia su situación al cumplir 18 años y quedar fuera del sistema de protección de menores. Sus documentales interactivos Orgull de Baix (2016) y Orgull d'Horta (2019) retratan el valor de las huertas periurbanas de las comarcas del Bajo Llobregat y de la huerta de Valencia y el parque natural de la Albufera, y los devastadores efectos del desarrollo urbanístico sobre estos territorios estratégicos para el futuro y la sostenibilidad de las ciudades. 
En 2022 estrenó la película Los constructores de la Alhambra, un proyecto a medio camino entre el documental y la ficción que basándose en las crónicas medievales del visir de Granada Ibn al Jatib, se sumerge en los motivos que impulsaron la construcción de los Palacios Nazaríes de la Alhambra, y el proyecto creativo que guio a los protagonistas de esta obra icónica de la arquitectura mundial.
Isabel Fernández ha sido miembro del Eurovision Diversity Group y ha dirigido series documentales emitidas en canales de televisión como TV3, NTR (Holanda), VTR (Bélgica), SVT (Suecia), YLE (Finlandia) y RTP (Portugal), entre otras.

## Filmografía
- 2010 - El fill de son pare.
- 2014 - Corredors de Fons.
- 2016 - Orgull de Baix
- 2019 - Orgull d'Horta
- 2022 - Los constructores de la Alhambra

## Reconocimientos
En 2010, Fernández recibió la mención especial del jurado en el Prix Europa celebrado en Berlín por su película El fill de son pare. 
Su película Corredors de Fons fue nominada al Prix Europa 2013, antes de su estreno. En 2014, la misma película obtuvo el premio al mejor director en el Aljazeera International Documentary Film Festival y en 2015 fue galardonada con el premio al mejor guion en Europe-Orient du Filme Documentaire de Arcila.